# 沐昌祚
沐昌祚（？—1625年），黔宁王沐英八世孙，祖籍河南定遠（今安徽），明朝军事人物。

## 生平
沐朝弼之子，沐绍勋之孙。沐昌祚开始担任都督佥事总兵官镇守云南，隆庆五年（1571年），嗣其父黔國公爵位。万历元年（1573年）从征擒拿叛乱蛮族罗思。万历十一年（1583年）讨伐岳凤使其投降，论功加封太子太保再讨平叛乱的罗雄蛮，击退缅甸兵。得到云南军民的尊重。沐昌祚去世时，天启五年（1625年），其子沐叡已死，其孙沐启元继承黔國公爵位。